# Daniele Toch
Daniele Toch (* 13. November 1987 in Darmstadt) ist ein deutscher Fußballspieler.

## Karriere
Seine Jugend verbrachte der gebürtige Darmstädter beim SV Darmstadt 98, der 2006 die U19 der Lilien in Richtung Germania Ober-Roden verließ, wo Daniele Toch mit seinem älteren Bruder Marko Toch zusammenspielte und in der Oberliga-Saison 2007/08 unter anderem auf den SV98 traf.
Nach einem Gastspiel bei der zweiten Mannschaft des Karlsruher SC wurde Toch 2010 in den Regionalligakader des SV Darmstadt 98 geholt, wo er am Ende der Saison den Aufstieg in die 3. Liga feiern konnte. Toch verlängerte seinen Vertrag in Darmstadt und absolvierte am 2. August 2011 sein erstes Drittligaspiel, wechselte dann aber am letzten Tag der Transferperiode am 31. August 2011 zurück in die Regionalliga Süd zu Wormatia Worms.
Im Sommer 2013 wechselte er in die Oberliga Baden-Württemberg zum VfR Mannheim. Bereits in der darauffolgenden Saison erfolgte sein Wechsel in die Bayernliga zu Viktoria Aschaffenburg. In seinen fünf Jahren dort pendelte er mit seinem Verein ständig zwischen Bayernliga und Regionalliga Bayern. Im Sommer 2019 wechselte er in die Hessenliga zu Rot-Weiß Walldorf. Bereits im Winter 2020 erfolgte sein Wechsel zum Kreisligisten SV Hummetroth. Nach zwei Aufstiegen wechselte er Anfang 2023 zur SG Langstadt/Babenhausen innerhalb der Gruppenliga Darmstadt.